# Cour constitutionnelle du Gabon
Pour les autres articles nationaux ou selon les autres juridictions, voir Cour constitutionnelle.
La Cour constitutionnelle du Gabon (ou Cour constitutionnelle de la république gabonaise) est un tribunal spécialisé du Gabon compétent pour les questions constitutionnelles. Elle compte neuf membres et est créée par l'Assemblée nationale en juillet 1991.
Marie-Madeleine Mborantsuo, première présidente de la Cour, était considérée comme proche des anciens présidents gabonais, Omar Bongo et Ali Bongo. Elle a occupé ce poste pendant 32 ans, depuis la création du tribunal jusqu'en 2023,,.
Elle est remplacée par Dieudonné Aba'A Oyono.